# Fillière (Fluss)
Die Fillière ist ein Fluss in Frankreich, der im Département Haute-Savoie in der Region Auvergne-Rhône-Alpes verläuft. Sie entspringt im ehemaligen Gemeindegebiet von Thorens-Glières, das seit 2017 zur Commune nouvelle Fillière fusioniert wurde. Die Quelle befindet sich südlich des Plateau de Glières, der Quellbach wird als Ruisseau de Paccot bezeichnet. Die Fillière entwässert zunächst generell in nordwestlicher Richtung, schwenkt im letzten Drittel ihres Verlaufes abrupt nach Süden und mündet nach insgesamt rund 24 Kilometern an der Gemeindegrenze von Argonay und Villaz als rechter Nebenfluss in den Fier.

## Orte am Fluss
(Reihenfolge in Fließrichtung)
- Thorens-Glières
- Charvonnex
- Saint-Martin-Bellevue
- Villaz
- Argonay